# La Ville-ès-Nonais
La Ville-ès-Nonais är en kommun i departementet Ille-et-Vilaine i regionen Bretagne i nordvästra Frankrike. Kommunen ligger i kantonen Châteauneuf-d'Ille-et-Vilaine som tillhör arrondissementet Saint-Malo. År 2022 hade La Ville-ès-Nonais 1 226 invånare.

## Befolkningsutveckling
Antalet invånare i kommunen La Ville-ès-Nonais
Referens:INSEE